# 藍顏知己
藍顏知己是香港男歌手孫漢霖的出道作（首支個人派台單曲），於2022年10月7日由愛爆音樂發行。

## 背景及發行
孫漢霖出身無綫電視歌唱選秀節目《聲夢傳奇》，簽約無綫電視後獲得與不少歌手合唱的機會，例如與何晉樂合唱無綫電視劇集《雙生陌生人》主題曲《身份對調》、與潘靜文合唱無綫電視劇集《童時愛上你》主題曲《一生找到你》。《藍顏知己》是孫漢霖的首支個人派台單曲，於2022年10月7日發行，10月10日派台。

## 創作與製作
此歌由孫漢霖演唱，Yohee作曲及監製，火土填詞，張與辰編曲。時長4:23。
歌詞描述不敢放膽追求心儀對象的男子，最終只能成為對方的「藍顏知己」，未能成為情侶。歌名所用的「藍顏知己」一詞是指女性的親密男性朋友，演變自「紅顏知己」（形容男性的女性親密朋友）。此題材符合孫漢霖自身較為內向的性格，他表示歌曲創作程序是先由公司選定創作人，創作人了解他的個性和經歷後再度身訂造內容。孫漢霖年少時喜歡臺灣流行音樂，因此監製Yohee採用接近臺灣式的曲風。

## 音樂錄影帶
由黃紫恩擔任MV女主角，與孫漢霖合演。

## 宣傳
歌曲推出後，孫漢霖於如心廣場的活動《追星狂熱 - 如心音樂祭 Round 2》首次演唱了此歌，其後亦在《愛心曲奇暖萬家》揭幕禮暨義賣日等活動演唱。孫漢霖亦有現身無綫電視音樂節目《勁歌金曲》演唱此歌。

## 備註
1. ↑  按歌曲官方MV及香港電台節目《騷動音樂》專訪[4]，內容填詞人為火土，但在新城電台和香港商業電台網頁所寫的派台資訊[3]，填詞人為馮昇。
2. ↑  據香港電台節目《騷動音樂》專訪（節目第二部份）34:00-42:00。[4]
3. ↑  據香港電台節目《騷動音樂》專訪（節目第二部份）14:48-15:00及34:45-35:00。[4]